# 大牙樸麗魚
大牙樸麗魚為輻鰭魚綱鱸形目隆頭魚亞目慈鯛科的其中一種，被IUCN列為極危保育類動物，分布於非洲維多利亞湖流域，體長可達15.9公分，棲息在沿岸沙泥底質的水域，生活習性不明。

## 擴展閱讀
維基物種上的相關：大牙樸麗魚